# 쾨니히스베르크 대학교
쾨니히스베르크 대학교(독일어: Albertus-Universität Königsberg)는 동프로이센의 쾨니히스베르크에 있는 대학이었다. 1544년에 프로이센의 알브레이트 폰 프로이센 공작에 의해 마르부르크 대학교 이후 세계에서 두 번째 개신교 대학으로 설립되었고 일반적으로 알베르티나로 알려졌다.
제2차 세계 대전 이후, 1945년 포츠담 협정에 따라 쾨니히스베르크는 소련으로 이전되고 1946년 칼리닌그라드로 개명되었다. 알베르티나는 폐쇄되고 독일계 원주민들은 처형되거나 추방되었다. 칼리닌그라드의 임마누엘 칸트 발틱 연방대학교가 '알베르티나'의 전통을 계승한다고 주장하고 있다.

## 역사
1525년 이래로 튜턴 기사단의 그랜드 마스터 및 최초의 프로이센 공작이었던 알베르트는 프레겔강의 크나이포프(Kneiphof) 섬의 쾨니히스베르크 성당 뒤편의 부지를 삼란트(Samland) 회의(라틴어: capitulum, 영어: chapter)로부터 구입하여 1542년에 학술 김나지움을 건립하였다. 그는 1544년 7월 20일에 알베르티나 대학교(Collegium Albertinum)의 설립 증서를 발행했으며, 그 후 대학은 8월 17일에 개교했다.

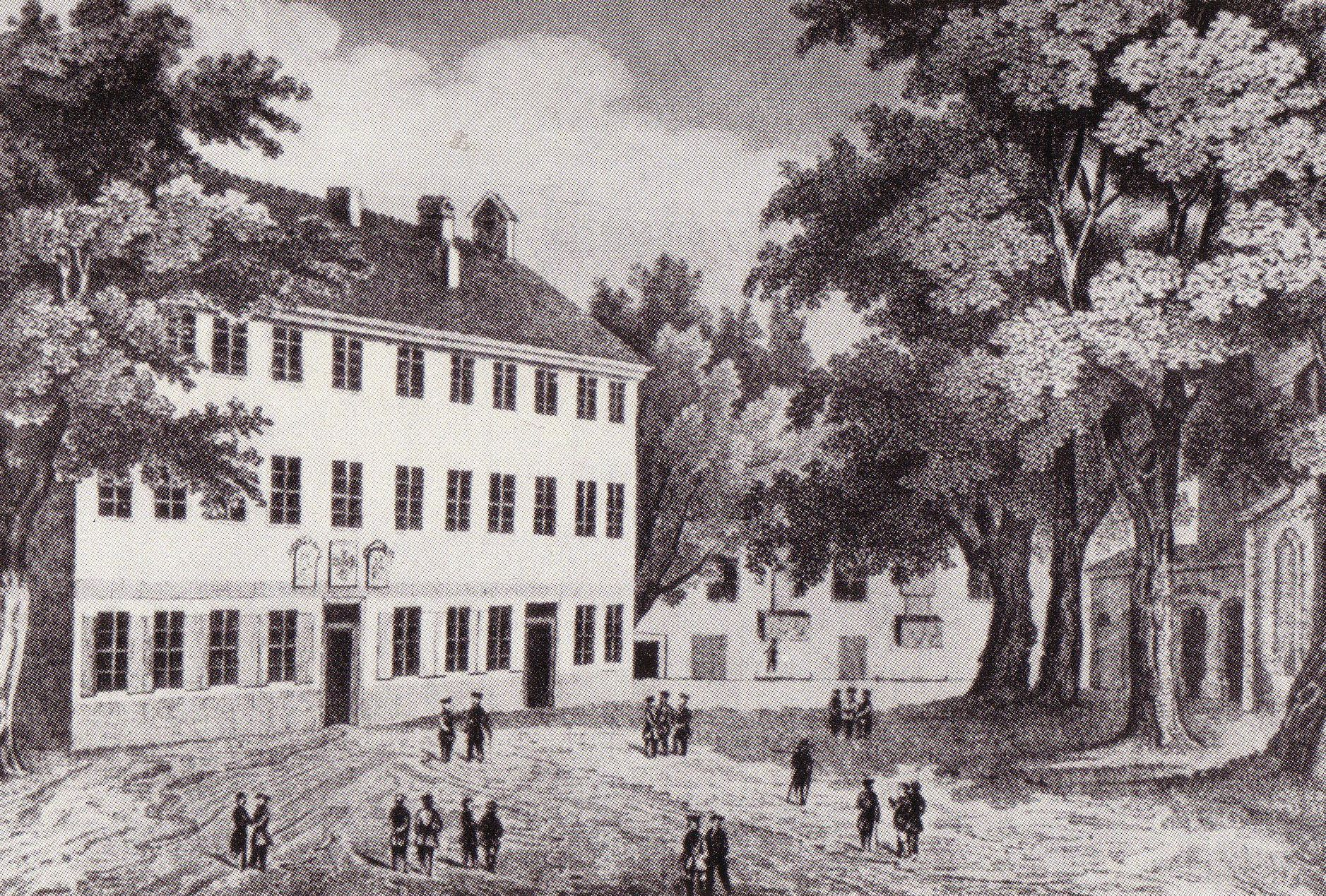
Collegium Albertinum, 1850년경

새로 설립된 개신교 공국은 폴란드 왕국의 영지였으며 대학은 가톨릭 교회의 크라코프 아카데미에 대응하는 루터교 교파의 대학 역할을 했다. 초대  총장은 필리프 멜란히톤의 사위인 시인 게오르그 사비누스(Georg Sabinus)였다. 리투아니아 학자 Stanislovas Rapalionis와 Abraomas Kulvietis는 대학의 초대 교수들 중 한 명이었다. 모든 교수는 아우크스부르크 신앙고백에 대한 선서를 해야 했다. 프로이센의 영토가 신성 로마 제국의 국경 너머에 있었기 때문에 황제 카를 5세와 교황 바오로 3세는 모두 승인을 보류했는데, 그럼에도 불구하고 쾨니히스베르크 아카데미는 1560년 3월 28일 폴란드의 지그문트 2세 아우구스투스로부터 왕실 특권을 받았다.
1618년부터 프로이센 공국은 브란덴부르크 변경백에 의해 동군연합으로 통치되었고 1657년에는 "위대한 선제후"  브란덴부르크의 프리드리히 빌헬름이 벨라우 조약에 의해 폴란드로부터 프로이센에 대한 완전한 주권을 마침내 획득했다. 알베르티나는 프랑크푸르트 대학(오데르) 다음으로 두 번째로 오래된 대학이자 프로테스탄트 브란덴부르크-프로이센의 지적 중심지였다. 처음에는 신학, 의학, 철학 및 법학의 4개 대학으로 구성되었는데 나중에 자연 과학이 추가되었다. 이후 총장(rector)에는 대학에 가본적이 없는 다수의 호엔촐레른가의 프러시아 왕족(마지막으로 빌헬름 황태자 1908-1918년)이 포함되었는데, 일반적으로 학술 업무를 담당하는 수석총장(prorector)이 그 대표를 맡았다.

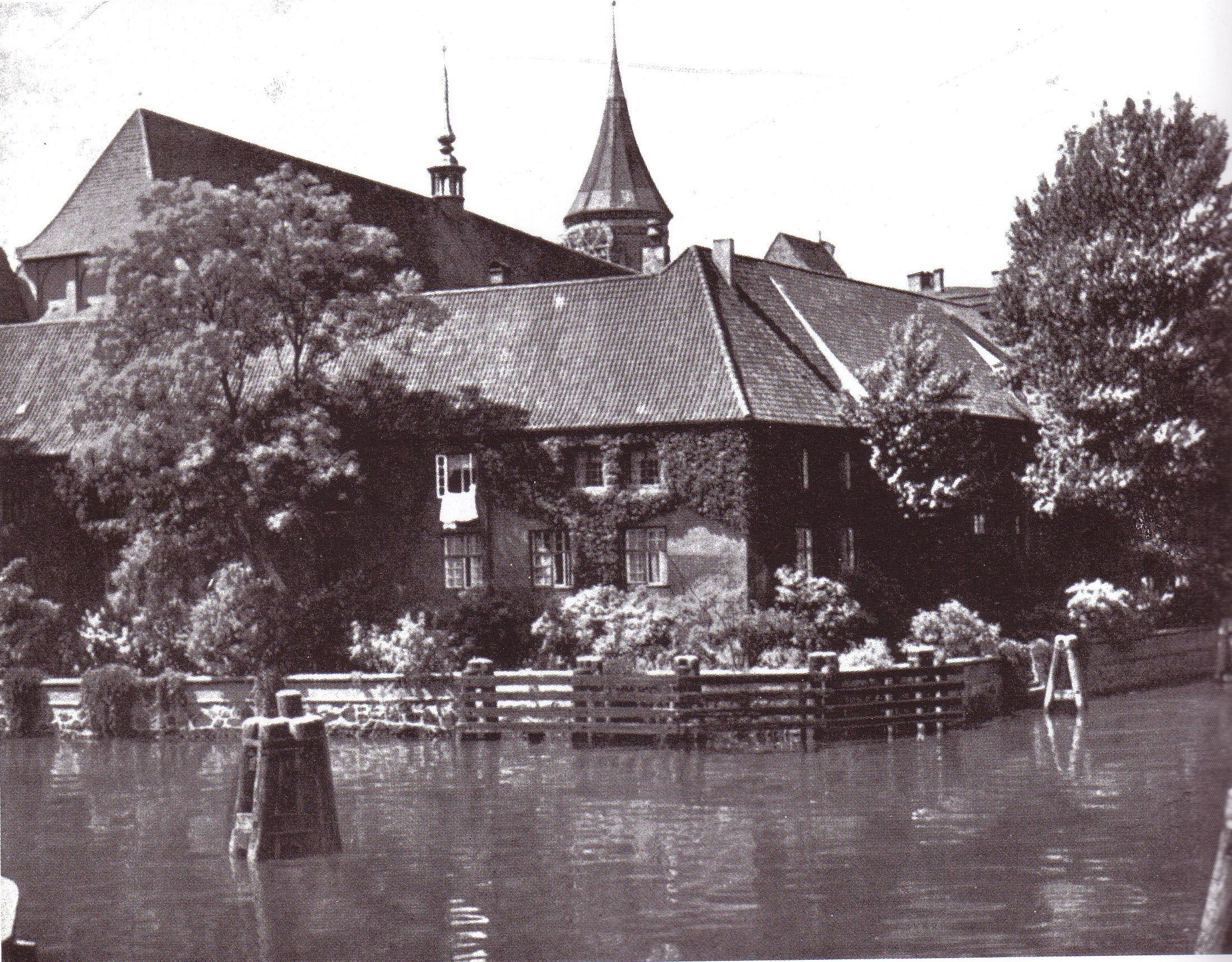
칸트가 가르쳤던 크나이포프에 있는 Collegium Albertinum의 뒷면. 4분의 1은 제2차 세계 대전으로 파괴되었다.

프로이센 땅은 비참한 30년 전쟁의 피해를 입지 않아 쾨니히스베르크 대학은 학생들 사이에서 점점 더 인기를 얻게 되었다. 17세기에 이곳은 1656/57년에 총장을 맡은 시몬 다흐(Simon Dach)와 그의 동료 시인들의 집으로 알려졌다. 러시아의 차르 표트르 1세가 1697년에 알베르티나를 방문하여 프로이센과 러시아 제국 사이의 접촉이 증가했다. 많은 수의 러시아 관리들이 중상주의 이론과 행정 실무를 위하여 대학을 방문하였고 이에 따라 러시아 정부가 형성되었다. 쾨니히스베르크에서 주목할만한 러시아 학생들로는 후에 러시아 과학 아카데미 회장인 키릴 라즈모프스키(Kirill Razumovsky) 와 미하일 안드레예비치 밀로라도비치(Mikhail Andreyevich Miloradovich) 장군이 있었다. 이 도시와 대학은 리투아니아 문화의 발전에 지대한 영향을 미쳤다. 리투아니아 언어로 된 최초의 책이 1547년 이곳에서 인쇄되었으며 몇몇의 중요한 리투아니아 작가들이 '알베르티나'에 참석했다. 이 대학은 발트 독일인 귀족들이 선호하는 교육 기관이기도 했다.
18세기는 문화사에서 계몽시대의 "쾨니히스베르크 세기"로 알려져 있는데, 이 전성기는 알베르티나의 학생인 요한 크리스토프 고트셰트에 의하여 시작되었고 철학자인 요한 게오르크 하만과 작가 테오도르 고트리프 폰 히펠 엘더(Theodor Gottlieb von Hippel Elder)에 의하여 계속되었다. 주목할만한 동문으로는 요한 고트프리트 헤르더, 차하리아스 베르너, 요한 프리드리히 라이하르트(Johann Friedrich Reichardt), E. T. A. 호프만, 그리고 무엇보다도 1786년과 1788년 총장이었던 철학자 임마누엘 칸트가 있다.  이들은 후기 바이마르 고전주의와 독일 낭만주의 운동의 토대를 마련했다.
'알베르티나'의 아름다운 식물원은 나폴레옹 전쟁 중인 1811년에 개장하였다. 2년 후 프리드리히 빌헬름 베셀은 정원 옆에 우수한 천문대를 건립하였다. 그외의 교수로 철학자 요한 고틀리프 피히테 (1806 – 07), 생물학자 칼 에른스트 폰 베어 (1817 – 34), 수학자 칼 구스타프 야코비 (1829 – 42), 광물학자 프란츠 에른스트 노이만 (1828 – 76) 및 물리학자 헤르만 폰 헬름홀츠 (1849 – 55)와 같은 과학계의 거인들이 있다.
19세기와 20세기에 이 대학은 카를 구스타프 야코프 야코비에 의해 설립된 수학 학파로 가장 유명했으며 그의 제자인 루트비히 오토 헤세, 프리드리히 리헤로트(Friedrich Richelot), 요한 G. 로젠하인(Johann G. Rosenhain) 및 필리프 루트비히 폰 자이델(Philipp Ludwig von Seidel)에 의해 계속되었다. 이는 그 후 알베르트 아인슈타인의 스승인 헤르만 민코프스키, 아돌프 후르비츠, 페르디난트 폰 린데만 및 가장 위대한 현대 수학자 중 한 명인 다비트 힐베르트의 이름과 연관되었다. 수학자 알프레트 클렙슈와 카를 고트프리트 노이만 (둘 다 쾨니히스베르크에서 태어났으며 루트비히 오토 헤세 밑에서 교육을 받았음)은 1868년 '수학연보'(Mathematische Annalen)를 창간했는데 금방 당시에 가장 영향력 있는 수학 저널이 되었다. 1844년 8월 31일 대학의 300주년을 기념하여 프로이센의 프레데릭 빌헬름 4세 왕이 '알베르티나'의 새로운 본관을 위한 기초를 마련했는데, 1862년 프레데릭 왕세자와 요한 칼 프리드리히 로젠크란츠 총독에 의하여 개관되었다. 중앙의 파라데플라츠(Paradeplatz)에 있는 건물은 프리드리히 아우구스트 스튈러(Friedrich August Stüler)가 설계한 계획에 따라 네오르네상스 스타일로 세워졌다. 정면은 프로이센의 알베르트를 기리기 위해 기마상으로 장식되었다. 그 아래에는 개신교 개혁가인 마틴 루터와 필리프 멜란히톤의 동상이 있는 벽감이 있었다. 내부에는 대리석 기둥으로 지탱되는 멋진 계단이 있었다. 상원 홀(Senate Hall)에는 라우헤르트(Lauchert)에 의한 황제 프리드리히 3세의 초상화와 섀도(Shadow)의 학생인 하게만(Hagemann)에 의한 임마누엘 칸트의 흉상이 포함되어 있다. 인접한 홀("Aula")은 1870년에 그려진 프레스코화로 장식되었다.

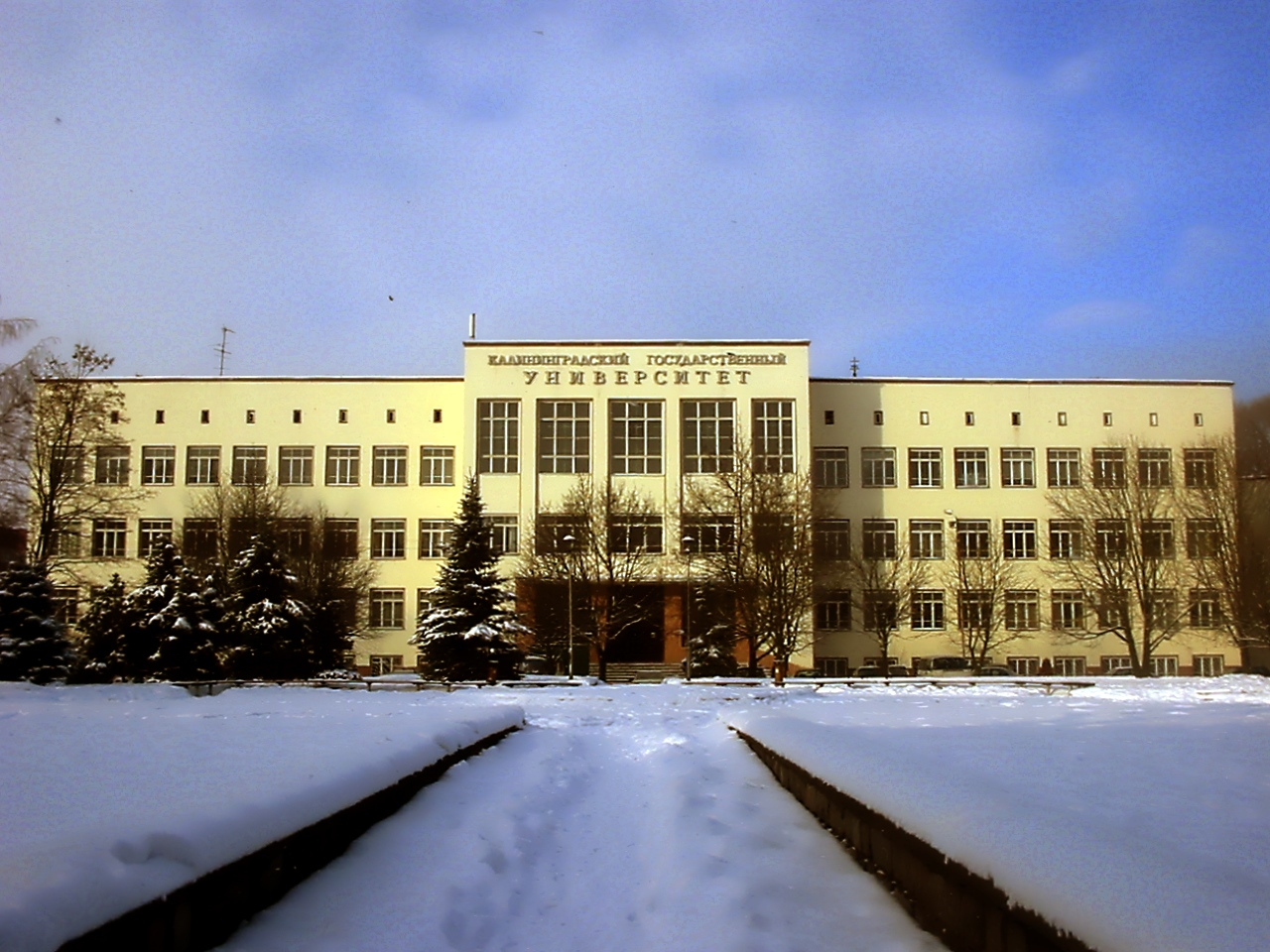
재건된 알베르티나의 본관은 현재 임마누엘 칸트 대학의 일부인데 그 외관은 독일 시대의 것과 매우 상이하다.

대학 도서관은 1901년 미텔트라그하임(Mitteltragheim)에 건립되었으며 230,000권 이상의 장서를 보유하고 있다. 드리테 플리스 슈트라세(Dritte Fliess Strasse)에는 팔레스트라 알베르티나(Palästra Albertina)가 있는데, 이는 1898년에 학생과 시민들 사이에서 더 높은 형태의 스포츠를 장려하기 위해 설립되었다. 근처에는 크노르(Knorr)와 슈미트(Schmidt)의 벽화로 장식된 관청이 있었다. 1900년에 이 대학의 학생 수는 900명이었다.
대학의 마지막 몇 년 동안, 베르사유 조약에 의해 동프로이센의 영토가 분리된 이후, 알베르티나의 교수진과 독일 학생 연합은 독일 민족주의를 향한 지적 생활을 추진하는 독일제국과의 제휴를 강조했다. 1944년 7월 10일 이 대학은 발터 풍크 제국 장관이 참석한 가운데 창립 400주년을 기념했다. 몇 주 후, 8월 26/27일과 29/30일 밤에 쾨니히스베르크는 영국 공군의 폭격을 받았다. 1945년 1월부터 4월까지 이 도시는 소련 적군의 동프로이센 공세와 쾨니히스베르크 전투로 더욱 황폐해졌다. 4월 9일 오토 라쉬 장군이 항복 문서에 서명했을 때 역사적인 도심은 공격으로 파괴되었고 대학 캠퍼스의 80%가 폐허로 변했다. 교수진은 쫓겨났는데 그들 중 다수는 괴팅겐 대학교로 이직하였다.
알베르티나 본관을 포함하는 잔존 건물은 1948년부터 칼리닌그라드 국립 사범학교(Kaliningrad State Pedagogical Institute)에서 사용하였으며, 1967년에는 칼리닌그라드 국립대학교(Kaliningrad State University)로 되었다.

## 저명한 동문 및 교수진
- 아브라오마스 쿨비에티스
- 아돌프 후르비츠
- 아돌프 에두아르드 그루브
- 아놀드 좀머펠트
- 칼 구스타프 야코비 자코비

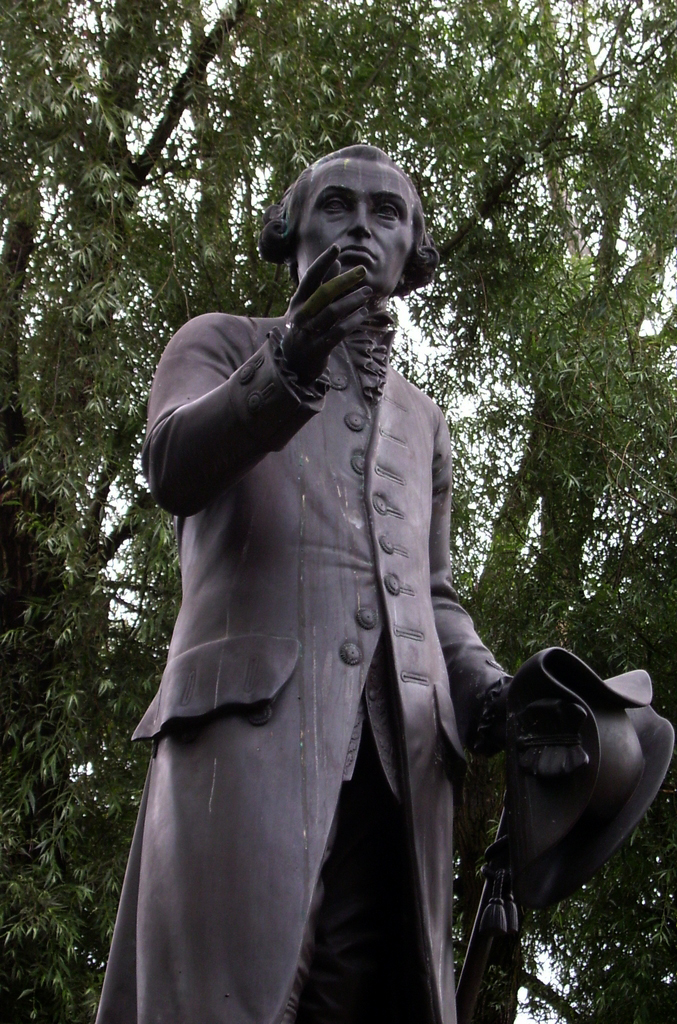
1864년 크리스티안 다니엘 라우흐(Christian Daniel Rauch)가 처음 전시한 임마누엘 칸트의 동상. 1945년에 제거된 복제본은 1992년에 종전의 파라데플라츠(Paradeplatz) 지역에 복원되었다.

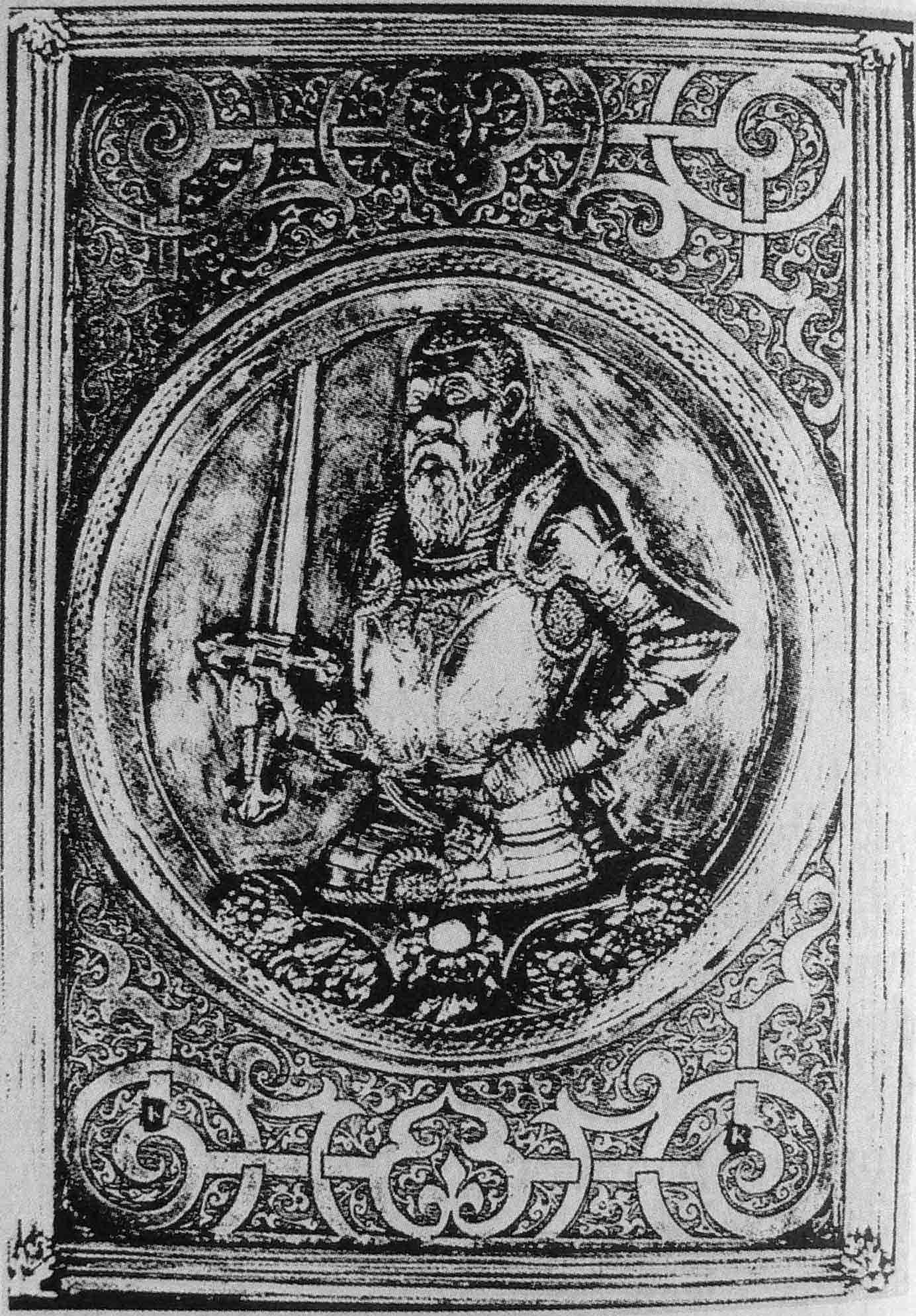
대학 도서관의 일부였던 유명한 Silberbibliothek ("은색 도서관")의 도서 중 하나의 표지에 있는 프로이센의 알베르트. 마찬가지로 유명한 Wallenrodt libraty와 마찬가지로 1945년 이후로 소실되었다.

- 크리스티안 골드바흐 (1690-1764), 수학자
- 다니엘 클라인
- 다니엘 로렌츠 살테니우스 (1701-1750), 신학자[5]
- 데이비드 힐베르트
- ETA 호프만
- 에밀 요한 위허트
- 에발트 크리스티안 폰 클라이스트
- 프리드리히 루트비히 자카리아스 베르너
- 프리드리히 빌헬름 베셀
- 가보르 세고
- 고트틸프 하인리히 루트비히 하겐
- 구스타프 키르히호프
- 헤르만 폰 헬름홀츠
- 헤르만 민코프스키
- 휘고 블륌너(Hugo Blümner, 1844–1919) 고전 고고학자이자 문헌학자
- 임마누엘 칸트
- 얀 코하노프스키
- 요한 프리드리히 헤르바르트
- 요한 고트프리트 헤르더
- 카를 에른스트 폰 베어
- 칼 루돌프 쾨니히
- 크리스티요나스 도네라이티스(Kristijonas Donelaitis, 1714-1780), 루터교 목사이자 시인
- 마르티나스 마주비다스
- 모셰 노보메이스키
- 루돌프 고트샬
- 루트 무팡
- 솔로몬 숀펠드 (랍비)
- 테오도어 칼루차
- 테오필루스 지그프리트 바이엘

## 명예박사
- 아그네스 미겔
- 빌헬름 피터슨
- 카를 바이어슈트라스
- 프란츠 리스트

## 같이 보기
- 유럽의 초기 근대 대학 목록
- 쾨니히스베르크 대학교 동문
- 쾨니히스베르크 대학교 교수진